# Micronychia acuminata
Micronychia acuminata är en sumakväxtart som beskrevs av Randriansolo. Micronychia acuminata ingår i släktet Micronychia och familjen sumakväxter. Inga underarter finns listade i Catalogue of Life.